# 武岡級快速人員運輸艦
武岡級快速人員運輸艦，為中華民國海軍於1984年至2012年之間服役的人員運輸艦，共建造了兩艘：武岡號（AP525）、新康號（AP526）。

## 概述
艦艏與武岡級同樣裝備一門波佛斯40公釐高射砲與四挺白朗寧M2重機槍，並於1990年代加裝一座四聯裝RIM-72C海榭樹防空飛彈與一條佈雷軌（後拆除），但與雲峰級僅有部分裝備及吊臂數量不同，艦艉貨物吊臂有2組（雲峰級為1組）。